# Casa Pinyana (Tortosa)
La casa Pinyana és un edifici modernista de Tortosa (Baix Ebre) protegit com a bé cultural d'interès local.

## Descripció

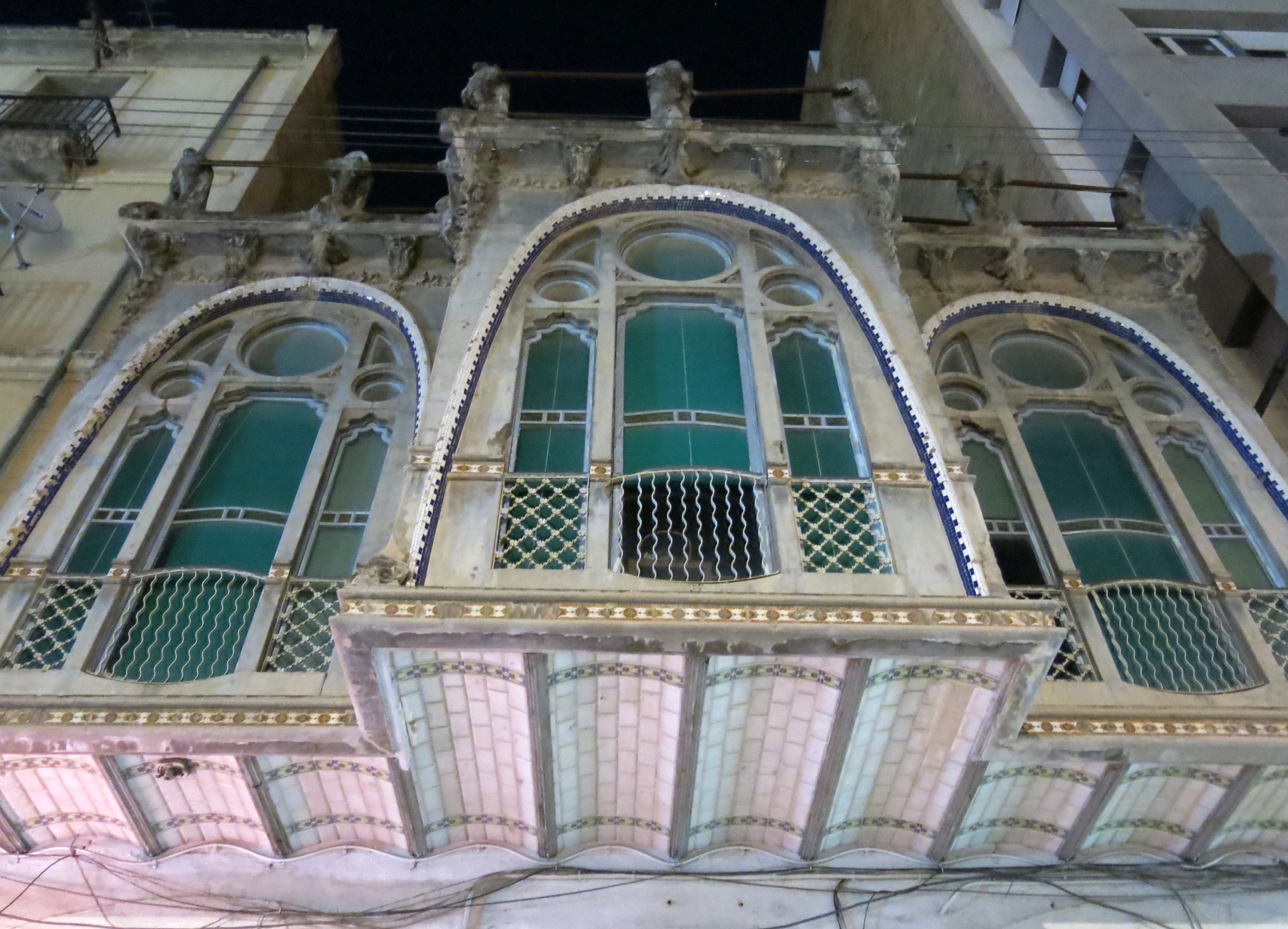
Detall de la tribuna.

És un edifici entre mitgeres situat al barri de l'Eixample del Temple. Consta de planta baixa i un pis. A la planta, que no presenta cap particularitat, s'hi ubica un comerç i l'escala d'accés a l'habitatge superior. Aquest sobresurt a nivell de façana en forma de tribuna, amb el cos central més avançat. Consta de tres cossos verticals centrats per sengles arcs parabòlics que emmarquen finestrals dividits a la vegada en tres primes finestres amb rosassa circular a sobre de cadascun. La part inferior dels finestrals és protegida per una reixa a manera de balcó ampitador. Sobre els arcs hi ha una decoració a manera de garlandes vegetals. La coberta de l'edifici és en forma de terrat que mira al carrer mitjançant una barana sostinguda per pilarets amb acabaments superiors en forma de voluta.

## Història
És un dels pocs exemples d'habitatges modernistes que resten en aquest barri. El sector es va començar a urbanitzar a la darreria del segle xix, però es va veure molt afectat per la batalla de l'Ebre de 1939. La majoria d'edificacions d'aquest sector es van haver d'aixecar de nou.